# Yli Kevusjärvi
Yli Kevusjärvi är en sjö i Kiruna kommun i Lappland och ingår i Torneälvens huvudavrinningsområde. Sjön är 2,7 meter djup, har en yta på 0,685 kvadratkilometer och befinner sig 349 meter över havet. Yli Kevusjärvi ligger i Torne och Kalix älvsystem Natura 2000-område.

## Delavrinningsområde
Yli Kevusjärvi ingår i det delavrinningsområde (756067-175538) som SMHI kallar för Utloppet av Yli Kevusjärvi. Medelhöjden är 366 meter över havet och ytan är 4,47 kvadratkilometer. Det finns inga avrinningsområden uppströms utan avrinningsområdet är högsta punkten. Vattendraget som avvattnar avrinningsområdet har biflödesordning 3, vilket innebär att vattnet flödar genom totalt 3 vattendrag innan det når havet efter 359 kilometer. Avrinningsområdet består mestadels av skog (47 procent) och sankmarker (36 procent). Avrinningsområdet har 0,74 kvadratkilometer vattenytor vilket ger det en sjöprocent på 16,6 procent.